# وادي الشهداء
وادي الشهداء (بالإسبانية: Valle de los Caídos)‏ هو نصب تذكاري أمر ببنائه الديكتاتور الإسباني فرانسيسكو فرانكو لتكريم من سقطوا ضحايا "الحرب الأهلية الاسبانية"، وبني بين سنوات 1940 و1958، يقع في بلدية سان لورينزو دي الأسكريال، في منطقة مدريد. يقع على بعد 9,5 كم في شمال دير الإسكوريال، ويضم قبور أكثر من ثلاثين ألفا ممن قاتلوا في الحرب الأهلية الإسبانية (1936 - 1939) المحسوبين على الجبهة القومية، بالإضافة إلى جثة خوسي أنطونيو بريمو دي ريفيرا وفرانكو نفسه. في سنة 1958 قررت الحكومة الإسبانية إنشاء مزار للجنود المحسوبين على الجانب الجمهوري، شريطة أن يكونوا كاثوليك.
ومن معالم المبنى صليب ضخم بارتفاع 150 مترا يمكن مشاهدته من على بعد 40 كلم. النصب التذكاري يتلقى حوالي 450,000 زائر سنويًا. حاول الرئيس الاشتراكي خوسيه لويس ثاباتيرو من خلال قانون الذاكرة التاريخية نزع الصبغة السياسية عن النصب وتركه فقط كمعلمة دينية.

## أعلام
- خوسيه ثورييا